# Ellange
Ellange (Luxemburgs: Elléng, Duits: Ellingen) is een plaats in de gemeente Mondorf-les-Bains en het kanton Remich in Luxemburg.
Ellange telt 270 inwoners (2001).